# Odontoloma
Odontoloma là một chi bọ cánh cứng thuộc họ Scarabaeidae.